# هاکسلی (تگزاس)
هاکسلی، تگزاس (به انگلیسی: Huxley, Texas) یک شهر در ایالات متحده آمریکا با جمعیت ۲۹۸ نفر است که در تگزاس واقع شده‌است.

## موقعیت جغرافیایی
موقعیت جغرافیایی شهرها و مناطق اطراف به شرح زیر است: